# اووی‌اچ
اووی‌اچ (انگلیسی: OVHcloud) شرکت نرم‌افزار فرانسوی است، که در سال ۱۹۹۹ تأسیس شد.